# Sajolida de jardí
La sajolida o herba d'olives (Satureja hortensis) és una espècie de planta anual del gènere Satureja dins la família del romaní i la farigola, la família lamiàcia.
La seva distribució originària és a la conca mediterrània oriental i a la del Mar Negra però es cultiva a molts altres llocs. A l'antiga Roma tenia molta demanda a causa dels poders afrodisíacs que se li atribuïen.

## Descripció

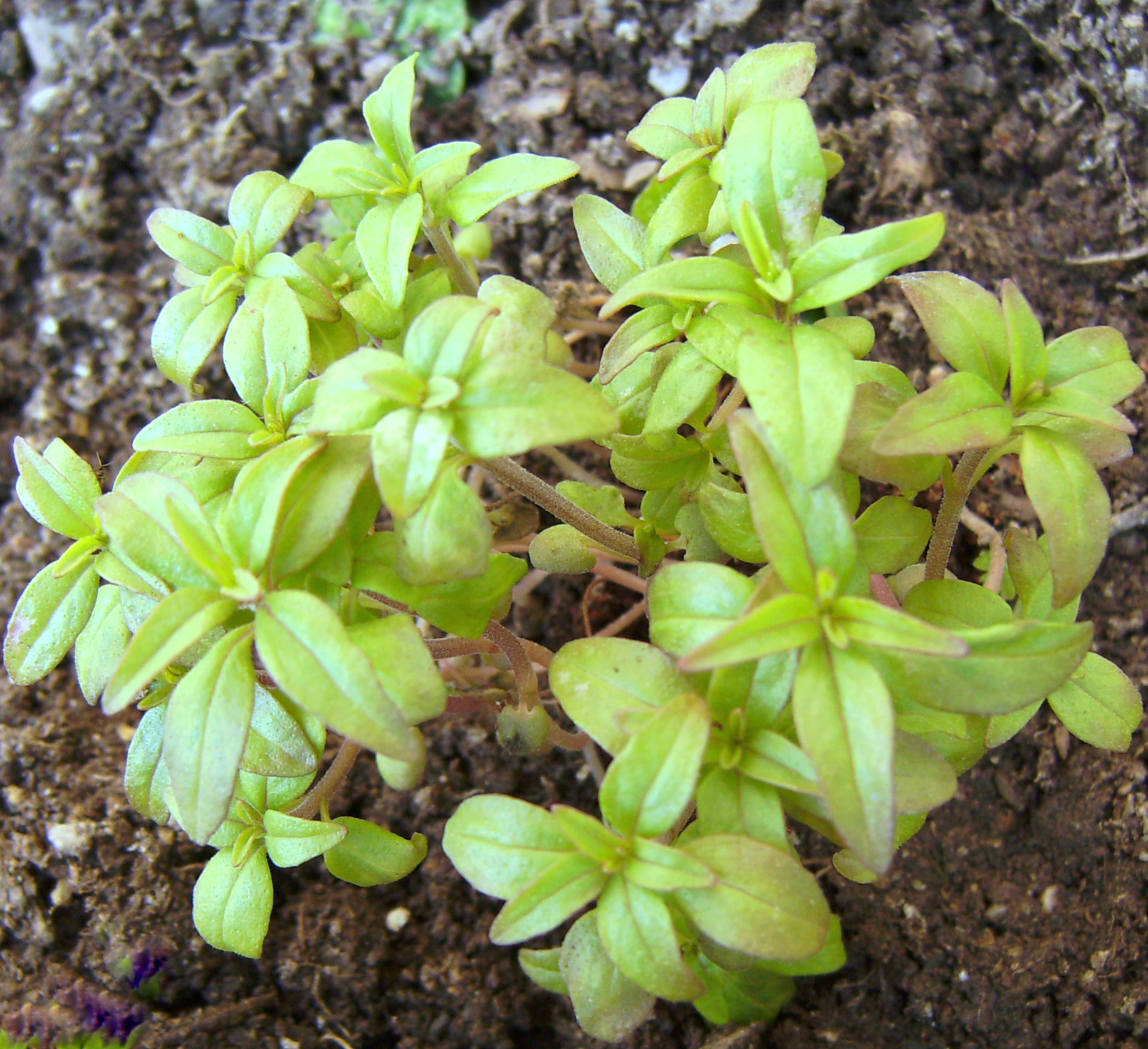
Planta jove, abans de florir, cultivada a Castelltallat

Fa entre 10 i 60 centímetres d'alçada. Normalment està molt ramificada. Presenta tiges rectes verdes o de color tirant a lila, llenyoses a la base. Les fulles són sèssils, de linears a lanceolades, punxegudes, de color verd fosc, de vegades tenyit de porpra i lleugerament peludes, tenen glàndules sebàcies.
El període de floració és llarg, s'estén de juliol a octubre. Flors amb llavis com totes les labiades, hermafrodites amb el calze pentadentat. Els cinc pètals (blancs, rosa o porpra) es fonen en una corona, té una línia de punts vermells a la gola de la flor. Els quatre estams inclosos a la corona, els dos primers són més curts que els laterals.
Les llavors són de color marró fosc, rodones o ovals, d'1 a 1,5 mm de longitud, el pes de mil grans és de 0,5 a 0,8 grams

## Composició
Conté del 0,3 a l'1,7% d'oli essencial, amb el 40% de carvacrol, 20% de p-cimol a més de quantitats menors de timol, fenols, dipentè. A més de l'oli essencial, s'hi troben 4-8% de tanins, mucílags, compostos amargs, β-sitosterol i àcid ursòlic.

## Conreu i usos
La sajolida se sol cultivar al costat de les mongeteres, ja que repel·leix els escarabats que s'alimenten de les fulles de la mongetera.
Les fulles seques són un dels components de les anomenades herbes de Provença. Apreciada com a condiment, les fulles fresques o seques, especialment acompanyant mongetes, com a ingredient de salses, amanides o truites, així com en companyia de carns, aportant-los un particular gust picant. Es fa servir molt en la gastronomia de Bulgària (Tschubritza).